# Cod ATC J04
Codul ATC J04 Antimicobacteriene este o parte a sistemului de clasificare anatomică, terapeutică și chimică a medicamentelor, un sistem dezvoltat de către Organizația Mondială a Sănătății (OMS) pentru clasificarea medicamentelor și a altor produse medicinale. Subgrupul J04 este o parte a grupului J Antiinfecțioase de uz sistemic.
Codurile pentru preparatele de uz veterinar sunt create prin alipirea literei Q în fața codului ATC corespunzător produsului pentru uz uman; de exemplu, QJ04. 

## J04A Tratamentultuberculozei

### J04AAAcid 4-aminosalicilicși derivați
J04AA01 Acid 4-aminosalicilic
J04AA02 Aminosalicilat de sodiu
J04AA03 Aminosalicilat de calciu

### J04AB Antibiotice
J04AB01 Cicloserină
J04AB02 Rifampicină
J04AB03 Rifamicină
J04AB04 Rifabutină
J04AB05 Rifapentină
J04AB06 Enviomicină
J04AB30 Capreomicină

### J04ACHidrazide
J04AC01 Izoniazidă
J04AC51 Izoniazidă, combinații

### J04AD Derivați detiocarbamidă
J04AD01 Protionamidă
J04AD02 Tiocarlidă
J04AD03 Etionamidă

### J04AK Alte medicații ale tuberculozei
J04AK01 Pirazinamidă
J04AK02 Etambutol
J04AK03 Terizidonă
J04AK04 Morinamidă
J04AK05 Bedachilină
J04AK06 Delamanid
J04AK07 Amitiozonă

### J04AM Combinații de medicamente în tratamentul tuberculozei
J04AM01 Streptomicină și izoniazidă
J04AM02 Rifampicină și izoniazidă
J04AM03 Etambutol și izoniazidă
J04AM04 Tioacetazonă și izoniazidă
J04AM05 Rifampicină, pirazinamidă și izoniazidă
J04AM06 Rifampicină, pirazinamidă, etambutol și izoniazidă
J04AM07 Rifampicină, etambutol și izoniazidă
J04AM08 Izoniazidă, sulfametoxazol, trimetoprim și piridoxină

## J04B Tratamentulleprei

### J04BA Medicamente pentru tratamentul leprei
J04BA01 Clofazimină
J04BA02 Dapsonă
J04BA03 Aldesulfonă sodică